# Edward McGuire
Edward (Eddie) McGuire (Glasgow, 15 februari 1948) is een Schots componist en fluitist.

## Levensloop
McGuire studeerde van 1966 tot 1970 muziektheorie, dwarsfluit en compositie bij onder anderen James Iliff aan de Royal Academy of Music in Londen. Tijdens zijn studie in Londen won hij zowel de "Hecht Prijs" (1968), de "National Young Composers Competition" van de Universiteit van Liverpool in 1969 alsook de 1e prijs van de "Society for the Promotion of New Music" voor het verplicht werk Rant tijdens de "Carl Flesch International Violin Competition" in 1978. In 1971 studeerde hij bij de Zweedse componist Ingvar Lidholm in Stockholm. Als fluitist werkt hij in de folkgroep Whistlebinkies mee. Met deze groep was hij in januari 2006 in Hongkong en verzorgde onder anderen een concert "Scotland the Brave" samen met het Hongkong kamerorkest. Verder werkt hij op de bamboefluit met de Chinese groep Harmony Ensemble samen. 
Als componist worden zijn werken regelmatig via de omroep uitgezonden. Hij ontving opdrachten door vooraanstaande orkesten en van festivalorganisaties en andere organisaties zoals het BBC Scottish Symphony Orchestra, het Royal Scottish National Orchestra, het National Youth Orchestra of Scotland, het Ulster Orchestra, van het St Magnus Festival, van het "Bath International Guitar Festival" in 1996,  van het Edinburgh International Festival, van het Festival Interceltique de Lorient, het Scottish Ballet en het Hong Kong Ballet. McGuire schreef muziektheaterwerken (opera's en balletten), werken voor orkest, harmonieorkest, brassband, vocale en kamermuziek. In 2003 ontving hij de British Composers' Award en in 2004 de Creative Scotland Award.

## Composities (Uittreksel)

### Werken voor orkest

#### Symfonieën
- 1990 A Glasgow Symphony, voor orkest
- 1992 Symphonies Of Scots Song, voor orkest
- 1992 Symphonies Of Trains, voor orkest

#### Concerten voor instrumenten en orkest
- 1988 Concert, voor gitaar en strijkorkest
- 1991 Concert, voor trombone en orkest
- 1998 Concert, voor altviool en strijkorkest
- 1999 Accordion Concerto, voor accordeon solo en orkest
- 2000 Concert, voor contrabas solo en orkest
  1. Waltzing
  2. Siciliano
  3. Ritmico
- 2000 Concert, voor viool en orkest
- 2003 Prazdnik (A Celebration), voor marimba en orkest - gecomponeerd voor de soliste Evelyn Glennie
- 2007 Concert, voor pauken solo en strijkorkest

#### Ouvertures
- 2000 Festival Overture
- 2006 Hall of Memories : Overture for Orchestra

#### Andere werken voor orkest
- 1979-1982 Source - Reflections on Neil Gunn's novel "Highland River", voor orkest - première: tijdens de Henry Wood Promenade Concerts in augustus 1982 door het BBC Scottish Symphony Orchestra o.l.v. Sir Charles Groves
- 1987 Divertimento II : a Diversion for May Day, voor strijkorkest
- 1989 Fiddler's Farewell, voor orkest en doedelzak
- 1989 Scottish Dances: On Original Themes, voor orkest en gemengd koor
- 1991 Riverside, voor folkgroep en kamerorkest
- 1991 The Spirit of Flight, voor folkgroep en orkest
- 1992 Mountain Airs, voor 8 klarinetten, 2 doedelzaken en strijkorkest
- 1995 The Caledonian Muse, symfonische rapsodie voor kamerorkest
- 1997 Air and Slip Jig, voor strijkorkest
- 1976 Calgacus, voor orkest - première: tijdens de Londen Proms in 1997
- 1997 L'Epopée Celtique (Celtic Epic), voor folkgroepen, instrumentalisten, pipebands, mannenkoor en orkest
- 1997 Meadow's Muse, symfonische rapsodie voor kamerorkest
- 1997 The Spirit Of Wallace, voor orkest
- 1997 Voyage Home, voor mannenkoor, folkgroepen, instrumentalisten, pipebands en orkest
- 2000 Chinese Dances : Purple Bamboo Melody, Song of Happiness, voor orkest
- 2000 Nocturne for Novi Sad, voor orkest
- 2002 Ceòl Mor, Ceòl Beag, voor folkgroep (dwarsfluit, viool, altviool, doedelzak) en kamerorkest
- 2003 Dancing Reflections (Dansant Reflets), voor folkgroep (dwarsfluit, altviool (of viool), klarinetten) en kamerorkest
- 2004 Chinese Air and Dances, voor strijkorkest
- 2006 Junk Shop Blues, voor kamerorkest
- 2006 Ring of Strings, voor strijkorkest
- 2008 Clyde Built, voor orkest
- 2010 Encores en suite : All at Sea, voor orkest 
  1. On the Seas and Far Away
  2. The Sailor's Wife
  3. Da New Rigged Ship
- 2010 Encores en suite : Farewell to Whisky, voor orkest
  1. Farewell to Whisky
  2. There was a Lass and She was Fair
  3. The Marquis of Huntly's Strathspey
  4. Sir Ronald MacDonald's Reel
- 2010 Encores en suite : The Albannach Returns, voor orkest
  1. Waltz
  2. Work Song
  3. Homeward Bound
  4. The New Dancehall

### Werken voor harmonieorkest of brassband
- 1979 Confluence, voor harmonieorkest
- 1994 Sirocco, voor harmonieorkest
- 2002 Saltmine Blues, voor harmonieorkest
- 2008 Swedish Spring, voor harmonieorkest
- 2011 Derbyshire Dances, voor brassband

### Muziektheater

#### Opera's
| Voltooid in | titel                                           | aktes       | première                                                     | libretto       |
| ----------- | ----------------------------------------------- | ----------- | ------------------------------------------------------------ | -------------- |
| 1990        | The Loving Of Etain                             | 3 bedrijven | 9 november 1990, Glasgow, Atheneum Theatre                   | Marianne Carey |
| 1993        | Cullercoats Tommy                               |             | 16 juli 1993, Newcastle upon Tyne, Playhouse                 | Michael Wilcox |
| 1993        | Witches And Weather: A Music Drama, kinderopera | 1 akte      | 18 maart 1994, Tobermory (Isle of Mull), Mull Drama Festival | Marianne Carey |
| 1996        | Helen Of Braemore                               |             | 10 september 1996, Wick, Northlands Festival                 | Peter Isaac    |
| 1996        | Cake Talk, kinderopera                          |             |                                                              | Marianne Carey |

#### Balletten
| Voltooid in   | titel                       | aktes   | première                                 | libretto  | choreografie |
| ------------- | --------------------------- | ------- | ---------------------------------------- | --------- | ------------ |
| 1989 rev.1995 | Peter Pan                   | 3 aktes | 24 februari 1989, Glasgow, Theatre Royal |           |              |
| 2005          | Defying Fate (Tian Di Yuan) | 1 akte  | 12 januari 2005, Glasgow                 | Yanmei Wu |              |

### Vocale muziek

#### Werken voor koor
- 1991 The Spirit of Flight, voor folkgroep en orkest
- 1993 Eastern Light, voor zesstemmig gemengd koor (SSATBB)
- 1997 Cameron's Lament, voor gemengd koor, dwarsfluit en contrabas
- 1998 Three Chorales Of Struggle, voor gemengd koor
- 2001 Memory, voor gemengd koor - tekst: Simon Steele
- 2004 The Oak Leaf, voor gemengd koor en 4 gitaren
- 2006 Yardstick - Relishing the Measure Words, voor unisono-koor en piano

#### Liederen
- 1978 Quest, voor sopraan, harp, klarinet, hobo, dwarsfluit, slagwerk, viool, altviool en cello - tekst: Robert Burns, Emily Dickinson, Marianne Carey, Georg Trakl, Mao Zedong
- 1983 Citysongs, voor bariton en piano - tekst: William Montgomerie, Tom Mcgrath, Sorley Maclean, Bertolt Brecht
- 1983 Life-Songs, voor 12 solo zangstemmen, 2 violen, altviool, cello en contrabas - tekst: Alan Bold
- 1984 Songs Of New Beginnings, voor mezzosopraan, dwarsfluit, hobo, klarinet, hoorn en fagot - tekst: Marianne Carey
- 1986 Loonscapes, voor sopraan en strijkers
- 1987 Rhymes My Granny Read, voor sopraan, altviool, harp en contrabas - tekst: Robert Louis Stevenson, Janet Hamilton, N. Montgomerie, William Montgomerie
- 1988 Am Maraiche 'S A Leannan = Gaelic Love Songs Of The Sea, voor sopraan, dwarsfluit, klarinet en strijkers
- 1990 Celtic Knotwork, voor drie sopranen
- 1994 Cruel Mither, voor sopraan, 2 violen, altviool en cello
- 2002 Fiddler's Life, A - A Tribute to Pádraig O'Keeffe, voor tenor, 2 violen, altviool, cello, contrabas, klarinet en Iers folkensemble
- 2003 The De'il's Awa wi' th' Exciseman, voor zangstemmen, klarinet, 2 violen, altviool, cello en harp
- Five Burns Songs, voor alt, tenor en instrumentaal ensemble - tekst: Robert Burns

### Kamermuziek
- 1968 rev.1996 Chamber Music - Guevara's Epitaph, voor 3 klarinetten, piano en harp
- 1979 Divertimento, voor 20 solo altviolen
- 1980 Euphoria - A Sense Of Well-Being, voor dwarsfluit, klarinet (ook basklarinet) viool, cello, piano en slagwerk
- 1980 Wind Octet, voor 2 hobo's, 2 klarinetten, 2 hoorns en 2 fagotten
- 1985 Fiddler's Farewell, voor strijkkwintet en harp
- 1986 Cauldron of Improvisations, voor dwarsfluit, viool en gitaar
- 1989 Lament, voor 8 fagotten
- 1990 Celtic Knotwork, voor 3 hobo's (of: 3 dwarsfluiten, 3 blokfluiten, 3 altsaxofoons) (of 4 dwarsfluiten, 4 klarinetten)[1]
- 1993 Gaelic Flute, The: 7 Love Songs of the Sea, voor dwarsfluit, strijkers, harp en klarinetten
- 1993 Zephyr, voor trombone en strijkkwartet (2 violen, altviool en cello)
- 1995 Air and Dances, voor viool en piano
- 1996 Westwind, voor klarinetensemble
- 1999 Caprice, voor dwarsfluit en piano
- 2001 Chinese Knotwork, voor 4 klarinetten
- 2001 Healing Cut, The : Thoughts during Musical Anaesthesia, voor barokfluit, barokviool en klavecimbel
- 2001 Pieces of Eight, voor 8 klarinetten
- 2002 Elegiac Waltz, voor klarinet en piano
- 2002 Entangled Fortunes, voor klarinet, viool, cello en piano
- 2004 Aria, voor dwarsfluit en piano
- 2007 Dangerous Orations, voor dwarsfluit, klarinet, viool, altviool, cello, piano, harp en 3 slagwerkers
- 2008 Carrochan - A Suite for Loch Lomond and the Trossachs National Park, voor nonet (hobo, klarinet, fagot, hoorn, 2 violen, altviool, cello en contrabas)
- 2009 Winds at Sea, voor houtblaaskwartet (dwarsfluit, hobo, klarinet en fagot)
- The Albanach, voor dwarsfluit, concertina, viool, altviool, klarinet, doedelzak en slagwerk
- Work-In at UCS: A Celebration Suite, voor dwarsfluit, saxofoonkwartet, 2 trompetten, hoorn, trombone, tuba, viool, cello, contrabas, concertina en doedelzak

### Werken voor piano
- 1981 Fast Peace I
- 1997 Foglie d'Autunno = Autumn Leaves
- 1999 Four Nocturnes

### Werken voor harp
- 1991 Harp Octet, voor 8 harpen

### Werken voor gitaar
- 1987 Amazonia
- 1991 Dark Cloud, voor 8 gitaren
- 1992 Autumn Moon, voor 2 gitaren

### Filmmuziek
- 1999 Nineveh on the Clyde : The Architecture of Alexander 'Greek' Thomson